# Tirso de Olazábal
Pour les articles homonymes, voir Olazábal.
Tirso de Olazábal-Arbelaiz Lardizábal, comte d'Arbelaiz, né à Irun le 28 janvier 1842 et mort à Saint-Sébastien le 25 novembre 1921, est un homme politique carliste, député du Guipuscoa dans les rangs de la Communion traditionaliste au début du Sexennat démocratique et au début de la Restauration,.